# Kon Pne
Kon Pne là một xã thuộc huyện Kbang, tỉnh Gia Lai, Việt Nam.
Xã Kon Pne có diện tích 175,74 km², dân số năm 1999 là 1.067 người, mật độ dân số đạt 6 người/km².